# Григ, Нурдаль
Нурдаль Григ (норв. Nordahl Grieg; 1902—1943) —  норвежский писатель, поэт, драматург.

## Биография
Родился Нурдаль Григ 1 ноября 1902 года в Бергене в семье учителя Петера Лексау Грига (1864—1924) и Хельги Воллан (1869—1946). Брат — издатель Харольд Григ. Дальним родственником является композитор Эдвард Григ.
На момент рождения Нурдаля семья жила на улице Вельхавенсгате, 23, а когда ему было шесть лет, переехала в район Гуп. В Кафедральной школе Бергена Нурдаль написал своё первое стихотворение в защиту мира — о раненом бойце, который лежит в лазарете и не может избавиться от воспоминаний о немцах, против которых воевал.
Будущий поэт рос в городе, который сильно влиял на него и словно магнитом привлекал к себе. В то же время он стремился познать мир. Обычным матросом на борту грузового судна «Генрик Ибсен» Нурдаль отправился в Африку и Австралию и вернулся через Суэцкий канал. Плавание продолжалось с 1920 по 1921 год, а в 1922 молодой литератор дебютировал с поэтическим сборником «Вокруг мыса Доброй Надежды» (норв. Rundt Kap det gode Håp). Роман «Корабль идёт дальше» (норв. Skibet gaar videre) увидел свет два года спустя. Оба произведения написаны под сильным влиянием впечатлений от жизни на корабле. Этим романом автор хотел отдать дань морякам, и они подвергли его резкой критике, недовольные тем, как описана их работа.
На первом этапе своего творчества Григ изучал филологию в университете Кристиании и писал для нескольких газет, в том числе и для «Тиденс Тайн» (норв. Tidens Tegn). После путешествий по Европе появились дорожные записки. В 1927 он отправился в Китай, где назревала гражданская война. Плодом этой поездки стала книга «Китайские дневники».
...вся страна охвачена непоколебимой жаждой культуры. Всюду растут новые театры. В городах и деревнях искусство будет говорить с людьми, бессмертное – с жизнью
Поехав в 1933 году в Советский Союз, Григ остался там на два года. За это время он ещё больше заинтересовался политикой, приобщился к антифашистскому движению и наладил длительные связи с коммунистами, хотя так и не вступил в Коммунистическую партию Норвегии. В феврале 1937 года опубликовал в журнале «Путь вперед» статью «Драма в Москве» (норв. «Dramaet i Moskva»). В этой статье Григ выступил против восьмерых норвежских авторов, критиковавших советский строй. Тогдашние события в Москве легли в основу его романа «Пусть мир снова будет молодой». Злоупотребления, которые он увидел в СССР, не изменили его взглядов на коммунистический режим в этой стране.
Вернувшись в 1935 в Берген, он стал сотрудничать с театральным режиссёром Гансом Якобом Нильсеном. Нурдаль Григ взял за образец советский авангардный театр и использовал такие средства, как свет, звук и монтаж контрастных сцен, подобно используемым в тогдашнем кино. В то время он создал драмы, в которых дал острый комментарий современности и побудил зрителей занять определённую позицию.

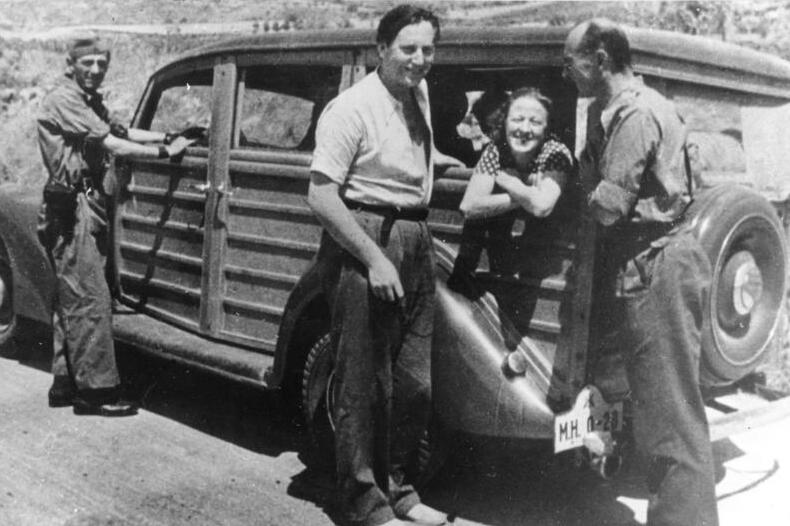
Нурдаль Григ, норвежская журналистка Герда Грепп и немецкий писатель Людвиг Ренн, который в 1936—1937 годах командовал батальоном Тельмана в интернациональных бригадах.

В 1936 году Нурдаль Григ создал журнал «Путь вперед» (норв. Veien Frem) антифашистской направленности. В этом журнале публиковались Томас Манн, Илья Эренбург и Луи Арагон.
В следующем году Нурдаль в качестве военного корреспондента поехал в Испанию, чтобы вблизи увидеть гражданскую войну, благодаря чему вышла в свет книга «Испанское лето». Он очень любил Финнмарк и в 1939 намеревался написать роман об этом фюльке. Однако ему не удалось осуществить задуманное, ибо в октябре этого же года писателя призвали на службу. Там он оставался до начала 1940 года.
Отслужив в Финнмарке, Григ начал писать пьесу. Помешало этой работе вторжение Германии в Норвегию 9 апреля 1940. Нурдаль решил, что об эмиграции не может быть и речи, надо бороться, — и ушёл добровольцем на службу в норвежскую армию. Он был в составе конвоя, который сопровождал через Северное море в Великобританию золотовалютные резервы Банка Норвегии. На сопровождаемом судне плыл также король Норвегии с семьей. 17 мая 1940 по дороге в Тромсё на рыболовном судне «Альфгильд» поэт написал стихотворение «Kongen» («Король») и «17 мая 1940» («Сегодня флагшток стоит обнаженный…»). В тот же день радио Тромсё транслировало это произведение.
Приехав в Англию, он находился в основном в Лондоне и там дальше боролся за свободу Норвегии. Писал статьи и стихи, читал лекции повсюду, где только были норвежцы: в США, Канаде, Исландии. Побывал даже на острове Ян-Майен. Таким образом он укреплял боевой дух соотечественников и призывал их к борьбе. Вернувшись к своей работе военного корреспондента, имел возможность следить за военными действиями на суше и в воздухе. После нескольких офицерских курсов Нурдаль Григ получил звание капитана.

### Гибель
Осенью 1943 союзники начали массированно бомбардировать Берлин. Нурдаль желал воочию увидеть бомбовую атаку на столицу Германии и в конце концов добился соответствующего разрешения. Он должен был вылететь ночью на борту бомбардировщика типа «Avro Lancaster» 460 эскадрильи РААФ. Полный надежды, Григ без колебаний воспользовался случаем, несмотря на то, что британские военно-воздушные силы во время таких полетов несли тяжелые потери.
В восемь вечера Нурдаль увидел Берлин с воздуха. После того, как бомбы были сброшены на цель, в самолет попали снаряды из зениток на окраине столицы. «Ланкастер» загорелся и упал возле замка Хакебург. Из восьми человек на борту никто не выжил. Из почти тысячи британских самолётов, которые той ночью вылетели на Берлин, около девяноста были сбиты во время боевого задания. Несмотря на то, что эти бомбардировки были очень разрушительным, немцы взяли на себя обязанность зарегистрировать имена погибших лётчиков и похоронить их. Из восьми членов экипажа «Ланкастера» идентифицировали семерых австралийцев, а относительно восьмого лишь указано, что он носил на шее серебряный медальон с надписью «Нурдаль». Нурдаль Григ пообещал своей жене носить с собой такой амулет и сдержал слово. Он намеренно оставил в Лондоне свои документы, удостоверяющие личность.
Хорошо понимая значение Нурдаля Грига как символа нации, норвежские власти после войны приложили значительные усилия, чтобы найти и идентифицировать его останки и привезти их на Родину. Выполнить эту задачу не удалось. Есть противоречивые мнения о том, что произошло с телом писателя.

## Творчество
Нурдаль Григ как писатель постоянно развивался. В 1920-х он разрывался между темами личного и общественного. В 1930-х — между верой и сомнением, между материальным действием и письменной формой как инструментом в борьбе с фашизмом. Сомнения усилились в 1940-х годах, особенно тогда, когда встал вопрос о том, чего может достичь один человек.
Публиковать свои произведения начал в 1922 году. Первым его произведением был сборник стихов «Вокруг мыса доброй надежды».
В дебютном романе «Корабль идет дальше» («Skibet går videre», 1924, рус. пер. 1926) молодого автора описаны условия жизни на борту грузового судна. Видное место занимают мрачные стороны жизни моряка: венерические болезни, драки, тяжелый труд, насильственная смерть и самоубийство. Нурдаль Григ изобразил людей рабами общественного строя. Многие поддаются, а корабль неумолимо идёт вперед, как злая сила сама в себе.
Впоследствии Нурдаль Григ увлекся проблематикой внутренней жизни человека. В сборнике стихов «Камни в потоке» описана мимолетная любовь. В пьесе «Варавва» автор, используя известные библейские темы, по-своему освещает проблематику выбора между добром и гораздо более сильным злом. В драматическом произведении «Любовь юноши» (норв. En ung mands kjærlighet) речь идет о молодом человеке, который не может сделать выбор тремя разными женщинами. Этой пьесой, поставленной в 1926 году театром «Национальная сцена» в Бергене, писатель дебютировал в драматургии.
Путешествуя по северу Норвегии, Григ пронимался вдохновением, заново открывая для себя Родину, и это нашло отражение в сборнике стихов «Норвегия в наших сердцах». Эта книга стала признанием в любви к прекрасной Норвегии, прославляла её жителей. Критики разделились во мнениях. Одни провозгласили Грига чуть ли не крупнейшим отечественным поэтом со времен Генрика Вергеланна. Левые критики необоснованно упрекали автора в том, что он якобы симпатизирует консервативной организации «Fedrelandslaget» («патриотической ассоциации»)
Вот она, наша страна!

Мёрзнущая и ледяная -

Все же прекрасна она!

Так на смертельном морозе

Закоченевшая мать

К сердцу дитя прижимает,

Чтобы тепло ему дать!

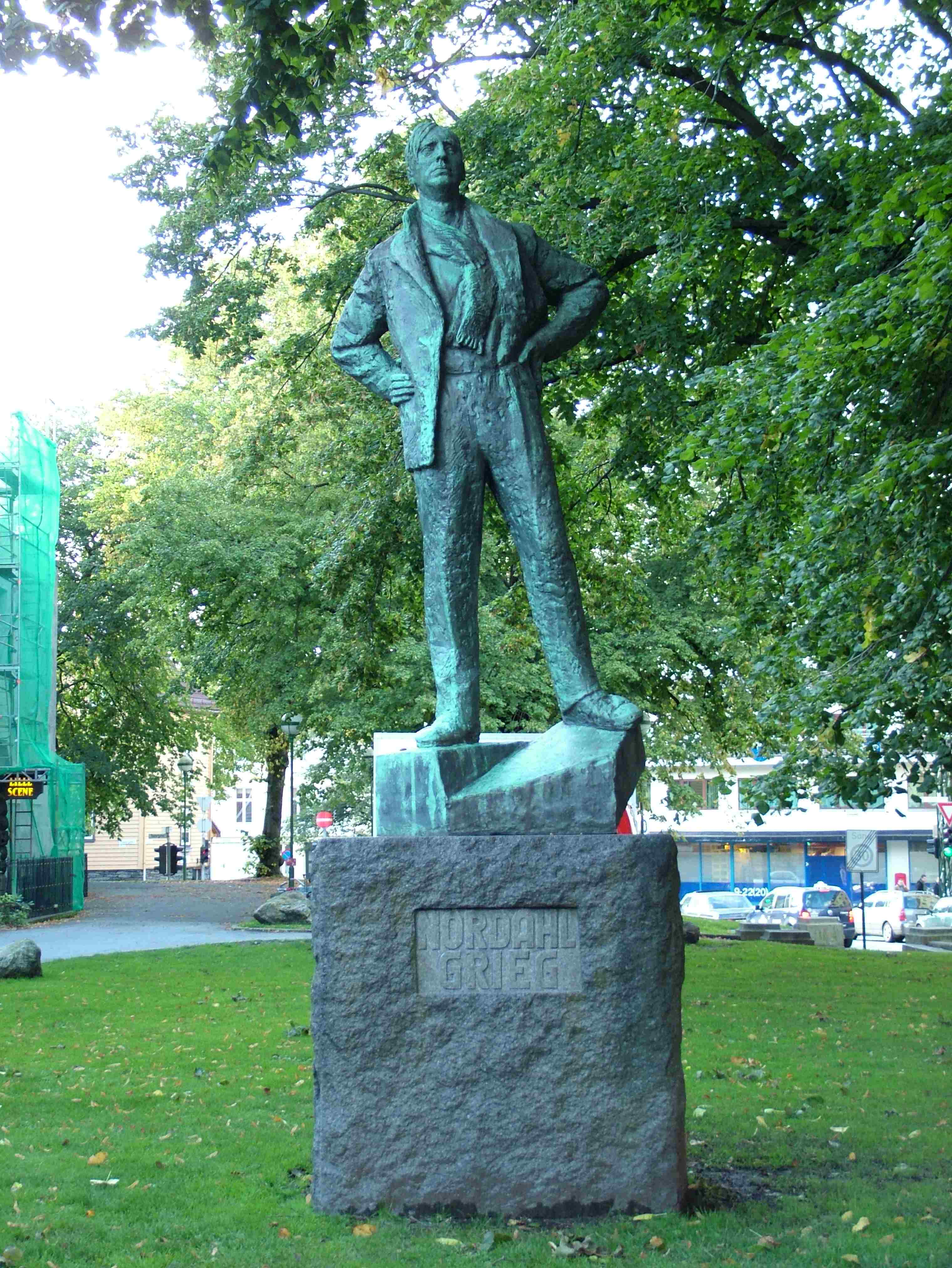
Памятник Нурдалю Григу возле Национального театра в Бергене.

Потом он вернулся к своей прежней тематике. В пьесе «Атлантический океан» («Atlanterhavet», 1932, рус. пер. 1935) речь идет о влюбленном юноше, которого беспокоит неустанный научно-технический прогресс. Недовольный тем, что в произведении не хватает поэтичности, а действующие лица изображены неубедительно и невнятно, автор пришёл к выводу, что в «Атлантическом океане» и «Любви юноши» он писал о том, в чём не разбирается, и даже отрёкся от этих двух работ. Из-за этого они не попали в прижизненное собрание сочинений Грига.
Однако такое фиаско послужило хорошим уроком, позволившим написать две следующие драмы — «Наша слава и наше могущество» («Vår ære og vår makt», 1935, рус. пер. 1936) и «Поражение». Их восприняли гораздо благосклоннее. Писатель стал развивать главную тему своего первого романа «Корабль идёт дальше» — борьбу со злом. Так же, как «Наша слава и наше могущество», роман «Пусть мир снова будет молодой» стал острым выступлением против поджигателей войны и капиталистов. Леонард Эшли, главный герой этого произведения, сначала очень похож на Беньямина Галла из романа «Корабль идет дальше». Оба становятся лицом к лицу с неведомым им миром, но, в отличие от Леонарда, Беньямин предпочитает взять на себя ответственность и бороться с извергами во власти. Оба они, потеряв надежду, выбирают разрушительный и губительный выход. После выпада против пацифистов в «Поражении» Нурдаль Григ показал героя романа «Пусть мир снова будет молодой» как воплощение бесполезных, бесхребетных и вредных рис пацифизма.
В 1936 году в промежутке между драмами «Наша слава и наше могущество» и «Поражением» была опубликована пьеса «Но завтра…» («Men imorgen…»), которая стала следствием новых политических убеждений Нурдаля Грига после его пребывания в Москве. Произведение было не таким успешным, как две предыдущие драмы, хотя Нурдаль считал его своим любимым. Красной нитью здесь проходит тема развития военной промышленности и сопутствующего ему влияния иностранного капитала. Семейная компания начинает производство ядовитого газа. Из-за неудачного эксперимента на заводе погибает несколько рабочих. Следующие за этим конфликты и изменения, которые в пьесе отражаются на семье директора, обнаружили контраст между его буржуазным корнями и политическими взглядами.
В конце концов, после того, как немцы оккупировали Норвегию, произошёл новый поворотный момент в его творчестве. Теперь поэт высоко поставил национальные ценности, народ и Норвегию. И сделал это так, что занял надлежащее место в обществе и утвердился в норвежском литературном каноне.

## Театральные постановки
Пьесы «Варавва», «Наша честь, наше могущество», «Атлантический океан», «Но завтра…» поставлены в Норвежском национальном театре.
Пьесы Нурдаля ставились в театрах Норвегии, Дании, Швеции, ГДР, Великобритании. Его творчество оказало большое влияние на К. Абелля, Ю. Боргена, А. Хьеланна, Э. Синерво и других скандинавских драматургов.

## Наследие

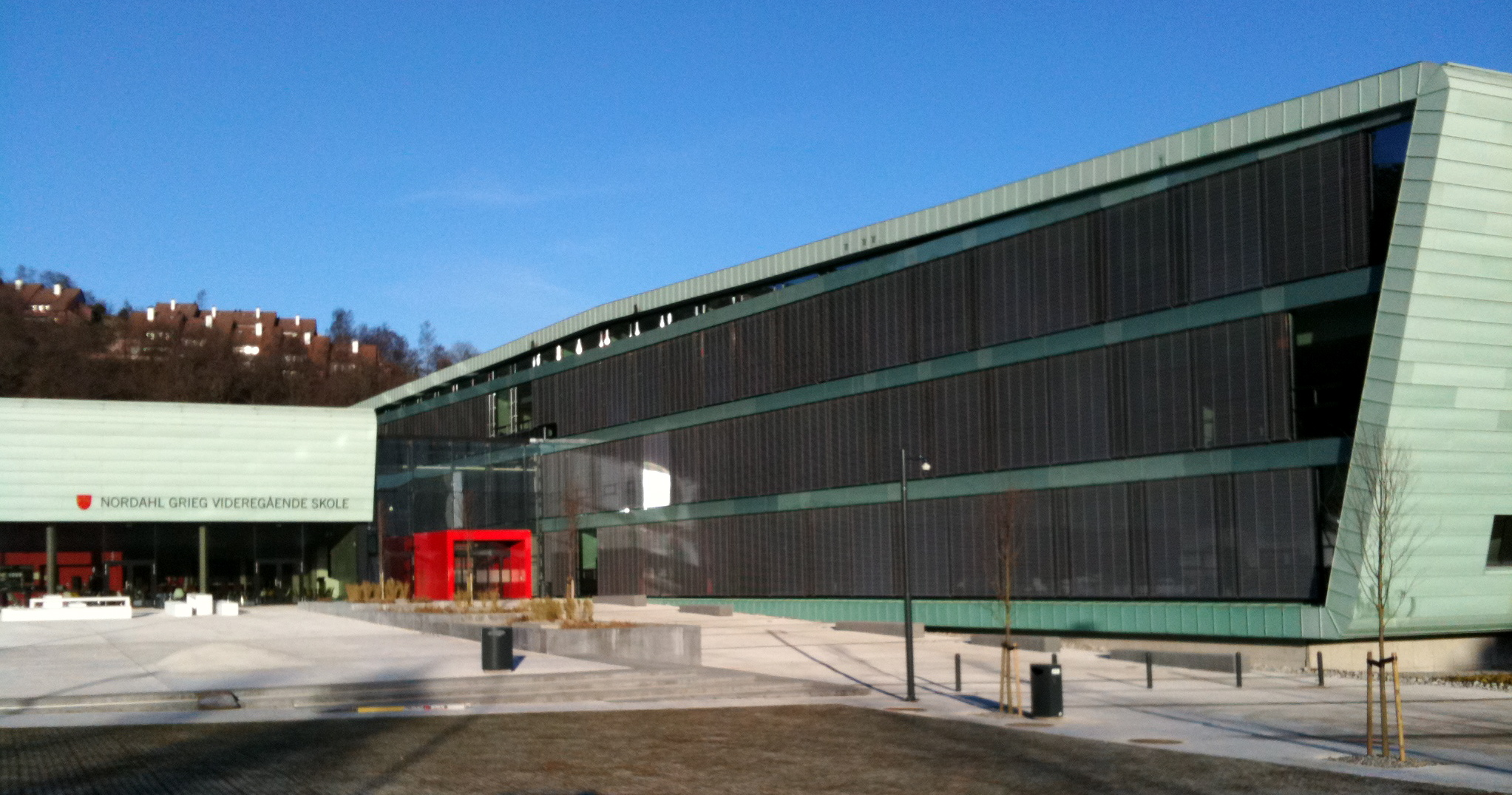
Средняя школа в Бергене, названная именем Нурдаля Грига.

В 1945 вышел сборник стихов Нурдаля Грига «Свобода», который до сих пор по тиражу превосходит все когда-либо изданные сборники норвежских поэтов. 10 ноября 1957 возле Национального театра в Бергене писателю открыли памятник.
В том же театре в 1990 поставили мюзикл «Нурдаль Григ в наших сердцах», который написали Эрлинг Элсвик и Кнут Скодвин.
В 2003 году в районе Клайнмахнов, на месте, где погиб Нурдаль Григ, поставили мемориальный камень. С 2007 года каждую первую субботу в декабре здесь устраивают десятикилометровые гонки, трасса которых проходит мимо этого памятного знака.
Именем Нурдаля Грига названа средняя школа в Бергене, открытая в 2010 году.
Именем Нурдаля Грига названы улицы в таких странах:
Дания
- Nordahl Griegs vej — Сёборг (Копенгаген), Сённерборг

Германия
- Nordahl-Grieg-Straße — Росток

Норвегия
- Nordahl Griegs gate — Ашим, Вардё, Хамар, Хёугесунн, Лиллестрём, Мосс, Му-и-Рана, Нутодден, Саннесшёэн
- Nordahl Griegs veg — Берген, Веннесла, Эльверум, Йёвик, Намсус, Порсгрунн, Ордальстанген (Årdalstangen), Тронхейм, Фана
- Nordahl Griegs vei — Алта, Будё, Ларвик, Нарвик, Рисёр, Ставангер, Фьелльхамар (Fjellhamar).

Примером признания Нурдаля Грига и его дальнейшего значения как поэта-патриота послужило то, что несколько его стихотворений были использованы для того, чтобы выразить горе после трагедии в Осло 22 июля 2011 года. Это, в частности, стихотворение «Молодые» и цитата из стихотворения «17 мая 1940 года»: «Нас так мало в стране, что каждый погибший — наш брат».

### На русском
- Нурдаль Григ. Нурдаль Григ. Избранное / Перевод Давид Самойлов, Лев Гинзбург, А. Арго. — Государственное издательство художественной литературы, 1953. — 192 с.
- «Корабль идет дальше» («Skibet går videre», 1924, рус. пер. 1926)
- «Атлантический океан» («Atlanterhavet», 1932, рус. пер. 1935)
- «Испанское лето» («Spansk sømmer», 1937, рус. пер. 1938)
- «Наша слава и наше могущество» («Vår ære og vår makt», 1935, рус. пер. 1936)